# Nicole Mangas
Nicole Mangas, née le 23 juillet 1950 à Wassy, est une footballeuse internationale française évoluant au poste de défenseure.

## Carrière

### Carrière en club
Nicole Mangas évolue à Marnaval de 1968 à 1969, puis de 1969 à 1973 au Stade de Reims avant de jouer en Italie à Peco Saronno. 

### Carrière en sélection
Nicole Mangas compte 7 sélections officielles en équipe de France entre 1971 et 1973. 
Elle honore sa première sélection officielle en équipe nationale le 17 avril 1971, en amical contre les Pays-Bas (victoire 4-0, premier match officiel de l'équipe de France). Elle joue son dernier match le 10 octobre 1973, en amical contre l'Irlande (victoire 4-0).